# Ribon
Ribon (jap. りぼん ‚Schleife, Band, Streifen‘) ist ein seit 1955 bestehendes japanisches Manga-Magazin, das am 3. jedes Monats vom Shūeisha-Verlag herausgebracht wird. Die Kurzgeschichten und Einzelkapitel mehrerer längerer Manga-Serien, die im Magazin erscheinen, richten sich an Mädchen im Grund- und Mittelschulalter und sind somit dem Shōjo-Genre zuzuordnen.

## Geschichte
Das Magazin erschien erstmals im August 1955 als Schwestermagazin für Shōjo Book und war damit nach Nakayoshi das erste reine Manga-Magazin für eine weibliche Leserschaft. Manga-Zeichner wie Jirō Tsunoda, Leiji Matsumoto und Osamu Tezuka, aber auch Toshiko Ueda und Miyako Maki, eine der ersten erfolgreichen weiblichen Manga-Zeichnerinnen, schufen in den 1950er und 1960er Jahren Werke für Ribon. Frühe Magical-Girl-Manga erschienen in den 1960er Jahren, so von 1962 bis 1965 Fujio Akatsukas Himitsu no Akko-chan und von 1966 bis 1967 Mitsuteru Yokoyamas Mahōtsukai Sally. Beide wurden erfolgreich als Anime umgesetzt.
Anfang der 1970er Jahre wurde Ryōko Yamagishis Ballet-Manga Arabesque veröffentlicht und Yukari Ichijō begann, für das Magazin zu zeichnen. Diese veröffentlichte ab 1982 ihren Kriminal- und Action-Manga Yūkan Club, der erst 2002 nach über 3.000 Seiten endete und gleich wie Momoko Sakuras Chibi Maruko-chan und Koi Ikenos Tokimeki Tonight in Japan großen Anklang fand und zu einem kommerziellen Erfolg wurde. Die dreißig Sammelbände von Tokimeki Tonight verkauften sich ca. 28 Millionen Mal, die fünfzehn Bände von Chibi Maruko-chan sogar über 31 Millionen Mal.
Während die Auflage einer Ausgabe von Ribon 1980 noch 1,5 Millionen betrug, stieg sie bis 1990 zu 2,3 Millionen auf und hatte ihren Höhepunkt von 1991 bis 1994 mit einer Auflage von 2,4 Millionen. Zu dieser Zeit veröffentlichte Ai Yazawa Tenshi Nanka ja nai und Gokinjo Monogatari, Megumi Mizusawa Hime-chan no Ribon. 1992 begann Wataru Yoshizumi mit Marmalade Boy über ein Mädchen, dessen Eltern sich scheiden lassen und das daraufhin mit ihrem neuen Stiefbruder sowie den neuen Partnern ihrer Eltern zusammenleben muss. Zwischen 1994 und 1999 erschien Kodomo no Omocha von Miho Obana, das – wie auch Marmalade Boy – in eine Anime-Fernsehserie verfilmt wurde. In Kodomo no Omocha geht es um eine Grundschülerin, die als Kinderstar im Fernsehen und in Filmen auftritt und Probleme mit einem ungezogenen Klassenkameraden hat, der alle Jungen der Klasse gegen die Mädchen und Lehrer aufhetzt.
Ab 1995 sank die Auflage stark. 2000 lag sie bei rund 1,3 Millionen, 2005 verkaufte sich eine Ausgabe durchschnittlich 537.000 mal und 2006 nur mehr 400.000 mal. Anfang der 2000er Jahre gehörten Arina Tanemura mit Kamikaze Kaito Jeanne und Fullmoon wo Sagashite, Mihona Fujii mit Gals! und Yōko Maki mit Aishiteruze Baby zu den erfolgreichsten Zeichnerinnen des Ribon. Derzeit werden im Magazin neben dem Comedy-Manga Animal Yokochō auch Tanemuras Shinshi Doumei Cross und Makis Taranta Ranta veröffentlicht.
Neben dem von Kōdansha veröffentlichten Nakayoshi richtet sich auch Ciao des Shōgakukan-Verlages an eine ähnliche Zielgruppe. Dem Ribon liegen wie auch den beiden genannten Magazinen stets gewisse Extras mit Motiven der veröffentlichten Mangas bei. Die Sammelbände dieser Comicserien werden im Label Ribon Comics herausgegeben. In diesem Label erscheinen auch die Mangas des Schwestermagazins Cookie, in dem aktuell unter anderem Ai Yazawas Nana publiziert wird.